# Escolinha do Professor Raimundo (2015)
Escolinha do Professor Raimundo é um programa humorístico produzido e exibido originalmente pelo Canal Viva entre 13 de dezembro de 2015 e 6 de novembro de 2020. Foi retransmitido pela própria TV Globo anualmente em janeiro como parte da programação de férias. Trata-se de um remake da série Escolinha do Professor Raimundo, criada originalmente por Chico Anysio e Haroldo Barbosa. A princípio, foram produzidos 7 episódios. A nova versão é comandada pelo filho do humorista Chico Anysio, Bruno Mazzeo, como o Professor Raimundo Nonato.

## Produção
O remake foi anunciado em março de 2015 e a estreia estava prevista para junho, mas as gravações da série só começaram no dia 27 de outubro. Em janeiro de 2016, a Globo aprovou uma segunda temporada da Escolinha para o mesmo ano. Os sete episódios de 2015 foram lançados em DVD em maio. Em 1 de setembro de 2016, a diretora Cininha de Paula confirmou a produção da terceira temporada, com previsão de estreia para 2017.

### Escolha do elenco
Originalmente Tatá Werneck foi convidada para interpretar Tati, mas recusou e o papel ficou com Fernanda Souza. Leandro Hassum recusou o papel de Seu Boneco para dar prioridade ao seriado A Cara do Pai e foi substituído por Marcius Melhem. Já Mateus Solano estava escalado para viver Ptolomeu, mas foi remanejado para o papel de Zé Bonitinho, enquanto Otaviano Costa assumiu Ptolomeu. Em 2017 Otaviano precisou se ausentar das gravações e Bruno Garcia interpretou Ptolomeu naquela temporada, devolvendo o personagem posteriormente.
Neste ano Marco Luque entrou como Nerso da Capitinga, porém na quarta temporada pediu para trocar de papel para reviver Patropi, uma vez que achava que não havia encontrado o tom certo para o caipira, sendo que Gui Santana deu segmento como Nerso. Em 2019 a quinta temporada contou com a adição de Marcos Veras, George Sauma, Leandro Hassum, Welder Rodrigues, Paulo Vieira e Érico Brás, interpretando João Canabrava, Capilé Sorriso, Mazarito, Suppapou Uaçi, Seu Fininho e Eustáquio, respectivamente.
Em 2020, a sexta temporada contou com Marcelo Serrado no elenco, substituindo Otaviano Costa como o intérprete de Seu Ptolomeu, além da exclusão do personagem Seu Boneco devido à saída de seu intérprete, Marcius Melhem, da emissora.

### Participação dos atores originais e de outros personagens da TV
O primeiro episódio da série teve Lúcio Mauro, o Aldemar Vigário original, como um faxineiro que o professor Raimundo vê antes de entrar na sala de aula. A 5ª temporada contou com a participação especial de Orlando Drummond, que interpretou o Seu Peru na versão original, interpretando o pai de Seu Peru no remake. Nizo Neto, que foi o Ptolomeu na versão original, também participou nesta temporada como Ptolomeu I, o primo de Seu Ptolomeu, assim como a diretora Cininha de Paula, interpretando Dona Escolástica, que fora interpretada por sua falecida mãe, Lupe Gigliotti, antigamente. Logo após, na mesma temporada, ainda participaram Eliezer Motta, David Pinheiro, Pedro Bismarck e Stella Freitas – que interpretavam Seu Batista, Armando Volta, Nerso da Capitinga e Dona Cândida originalmente – como tios e padrinhos de seus atuais interpretes.
A 6ª temporada fez seis dos atores do elenco - Marcelo Serrado, Mateus Solano, Marcos Caruso, Rodrigo Sant'Anna, Fabiana Karla e Marco Luque - reviverem outros personagens - Crô Valério (Fina Estampa), Félix (Amor à Vida), Leleco (Avenida Brasil), Valéria e Lucicreide (Zorra Total) e Jackson Faive (Altas Horas) - em participações especiais.

### Filme
Em 2017 a emissora anunciou que produziria um filme sobre a Escolinha. Em 2018, porém, foi revelado que havia problemas em negociar os direitos autorais de cada personagem para o cinema e produção estava parada desde então.

## Exibição
De 23 a 27 de novembro de 2015 foram exibidos cinco episódios pelo Canal Viva, sendo reexibida na TV Globo de 13 de dezembro de 2015 a 24 de janeiro de 2016 aos domingos, depois do Esquenta!. Posteriormente foi reexibida depois do Esporte Espetacular, com mais dois episódios inéditos, totalizando sete episódios, com os novos atores interpretando os antigos personagens.
Com o sucesso da primeira temporada, foi anunciada uma nova, com quinze episódios, que estreou em 12 de setembro do mesmo ano no Viva e de 16 de outubro de 2016 a 5 de fevereiro de 2017 na Globo, antes do Esquenta! e The Voice Kids. Em 26 de novembro de 2017 a Globo estreou a terceira temporada até 11 de março de 2018, sendo inicialmente no Canal Viva e depois na emissora aberta.
Estreou a quarta temporada exibida no Viva em 3 de setembro e na Globo de 25 de novembro de 2018 até 24 de fevereiro de 2019. A quinta temporada estreou no Viva em 8 de julho e na Globo de 28 de julho a 20 de outubro de 2019.
A sexta e última temporada estreou em 18 de outubro de 2020 e ficou até 10 de janeiro de 2021 na Globo e também de 19 de outubro até 6 de novembro no canal Viva.

### Reprises
A partir de 7 de dezembro de 2019 até 9 de maio de 2020, a série foi reexibida na Sessão Comédia, apresentando os melhores momentos dos episódios das temporadas anteriores da nova geração. Com o título de O Melhor da Escolinha do Professor Raimundo, também conhecido como O Melhor da Escolinha, essa exibição substituiu Sai de Baixo e foi posteriormente substituída pelo retorno da Sessão de Sábado.
A sexta e última temporada estreou em 18 de outubro de 2020 e ficou até 10 de janeiro de 2021 na Globo e também de 19 de outubro até 6 de novembro no canal Viva. Desde 10 de julho de 2021, a série está sendo reexibida novamente na Globo, com a transmissão de alguns episódios das três últimas temporadas na Sessão Comédia, substituindo Toma Lá, Da Cá.
Com a mudança na grade devido aos bons índices do Caldeirão com Mion, que ganha mais tempo, a série foi exibida em rede nacional até o dia 2 de abril de 2022, voltando a ser restrita para as praças que possuem programação local desde o dia 9. O espaço para as emissoras sem programação local foi ocupado pela Sessão de Sábado.
No dia 2 de julho de 2022, a série deixou de ser exibida no estado do Bahia em seguida no Ceará, Goiás e Espírito Santo, sendo substituída pela exibição dos melhores momentos da Novela da Tarde - Edição Especial. Tal medida passou a ser adotada gradativamente no mês de julho em algumas praças onde a série ainda é exibida. Atualmente, a série é exibida em mercados com programação local na mesma faixa de horário da Sessão de Sábado.

#### Homenagem póstuma à Orlando Drummond
Em 31 de julho de 2021, a emissora reexibiu o episódio da temporada de 2019, que teve a participação de Orlando Drummond, o Seu Peru do programa original. Foi uma homenagem ao ator e dublador, que faleceu no dia 27 do mesmo mês.

## Elenco
| Ator                | Personagem         | Temporadas | Temporadas | Temporadas | Temporadas | Temporadas | Temporadas | Intérprete original  |
| Ator                | Personagem         | 1ª 2015    | 2ª 2016    | 3ª 2017    | 4ª 2018    | 5ª 2019    | 6ª 2020    | Intérprete original  |
| ------------------- | ------------------ | ---------- | ---------- | ---------- | ---------- | ---------- | ---------- | -------------------- |
| Bruno Mazzeo        | Professor Raimundo |            |            |            |            |            |            | Chico Anysio         |
| Dani Calabresa      | Catifunda          |            |            |            |            |            |            | Zilda Cardoso        |
| Mateus Solano       | Zé Bonitinho       |            |            |            |            |            |            | Jorge Loredo         |
| Lúcio Mauro Filho   | Aldemar Vigário    |            |            |            |            |            |            | Lúcio Mauro          |
| Fabiana Karla       | Dona Cacilda       |            |            |            |            |            |            | Cláudia Jimenez      |
| Maria Clara Gueiros | Cândida            |            |            |            |            |            |            | Stela Freitas        |
| Betty Gofman        | Dona Bela          |            |            |            |            |            |            | Zezé Macedo          |
| Marcelo Adnet       | Rolando Lero       |            |            |            |            |            |            | Rogério Cardoso      |
| Marcius Melhem      | Seu Boneco         |            |            |            |            |            | —          | Lug de Paula         |
| Evandro Mesquita    | Armando Volta      |            |            |            |            |            |            | David Pinheiro       |
| Ângelo Antônio      | Joselino Barbacena |            |            |            |            |            |            | Antônio Carlos Pires |
| Fernanda de Freitas | Marina da Glória   |            |            |            |            |            |            | Tássia Camargo       |
| Marcos Caruso       | Seu Peru           |            |            |            |            |            |            | Orlando Drummond     |
| Otávio Müller       | Baltazar da Rocha  |            |            |            |            |            |            | Walter D'Ávila       |
| Rodrigo Sant'Anna   | Seu Batista        |            |            |            |            |            |            | Eliezer Motta        |
| Ellen Rocche        | Capitú             |            |            |            |            |            |            | Claudia Mauro        |
| Marco Ricca         | Pedro Pedreira     |            |            |            |            | —          |            | Francisco Milani     |
| Kiko Mascarenhas    | Galeão Cumbica     |            |            |            | —          |            |            | Rony Cócegas         |
| Fernanda Souza      | Tati               |            |            |            | —          | —          | —          | Heloísa Périssé      |
| Otaviano Costa      | Ptolomeu           |            |            | —          |            |            | —          | Nizo Neto            |
| Bruno Garcia        | Ptolomeu           | —          | —          |            | —          | —          | —          | Nizo Neto            |
| Marcelo Serrado     | Ptolomeu           | —          | —          | —          | —          | —          |            | Nizo Neto            |
| Marco Luque         | Patropi            | —          | —          | —          |            |            |            | Orival Pessini       |
| Marco Luque         | Nerso da Capitinga | —          | —          |            | —          | —          | —          | Pedro Bismarck       |
| Gui Santana         | Nerso da Capitinga | —          | —          | —          |            |            |            | Pedro Bismarck       |
| Érico Brás          | Eustáquio          | —          | —          | —          |            |            |            | Grande Otelo         |
| George Sauma        | Capilé Sorriso     | —          | —          | —          | —          |            |            | Tim Rescala          |
| Marcos Veras        | João Canabrava     | —          | —          | —          | —          |            |            | Tom Cavalcante       |
| Leandro Hassum      | Mazarito           | —          | —          | —          | —          |            | —          | Costinha             |
| Welder Rodrigues    | Suppapou Uaçi      | —          | —          | —          | —          |            |            | Jaime Filho          |
| Paulo Vieira        | Seu Fininho        | —          | —          | —          | —          |            |            | André Mattos         |
|                     |                    |            |            |            |            |            |            |                      |

## Episódios
| Temporada | Temporada | Episódios | Exibição original no Viva | Exibição original no Viva |
| Temporada | Temporada | Episódios | Estreia da temporada      | Final da temporada        |
| --------- | --------- | --------- | ------------------------- | ------------------------- |
|           | 1         | 7         | 23 de novembro de 2015    | 27 de novembro de 2016    |
|           | 2         | 17        | 12 de setembro de 2016    | 4 de outubro de 2016      |
|           | 3         | 16        | 25 de setembro de 2017    | 17 de outubro de 2017     |
|           | Especial  | Especial  | 8 de julho de 2018        | 8 de julho de 2018        |
|           | 4         | 14        | 3 de setembro de 2018     | 24 de setembro de 2018    |
|           | 5         | 13        | 8 de julho de 2019        | 26 de julho de 2019       |
|           | 6         | 12        | 19 de outubro de 2020     | 6 de novembro de 2020     |

## Repercussão

### Audiência
No Viva, a Escolinha garantiu a liderança nos canais por assinatura com as melhores audiências no ano. A reprise dos 5 episódios em um sábado deu ao Viva a terceira posição geral nos canais pagos. O primeiro episódio na Globo rendeu 14,1 pontos no Ibope da Grande São Paulo, sendo o terceiro programa mais visto da emissora no dia. O segundo episódio teve 0,1 ponto a mais, dando 14,2. O terceiro episódio, fechando 2015, foi a maior audiência do canal no dia depois do Fantástico, com 16,5 pontos. A alta do público se manteve no dia 3 de janeiro, precedendo a estreia de The Voice Kids, com 16 pontos. Os outros episódios de janeiro tiveram média de 13 pontos. O último episódio fechou com média de 14 pontos.
Suas quatro temporadas seguintes registraram média geral de 13, 14, 12 e na 5a os mesmos 12 pontos de média geral.

## Prêmios e indicações
| Ano  | Prêmio                    | Categoria         | Resultado | Ref.   |
| ---- | ------------------------- | ----------------- | --------- | ------ |
| 2016 | Prêmio Extra de Televisão | Programa de Humor | Venceu    | [ 44 ] |
| 2018 | Troféu Internet           | Programa de Humor | Indicado  |        |
| 2019 | Troféu Imprensa           | Programa de Humor | Indicado  |        |